# Гідроксигалогеніди
Гідроксигалогеніди (рос. гидроксигалогениды, англ. hydroxyhalides, нім. Hydroxyhalogenide n pl) — галогеніди, які містять гідроксильну групу.
Приклади: 
прозопіт — CaAl2(F, OH)2; 
кемпіт — Mn2Cl(OH)2).